# Giuditta (Palma il Vecchio)
Giuditta è un dipinto di Jacopo Palma, detto Palma il Vecchio che si trova agli Uffizi. 

## Storia e descrizione
Il dipinto su tavola dal titolo Giuditta è inserito dentro una cornice barocca di legno intagliato e dorato a foglia, con ricche volute e fogliame. In origine si trovava nel Palazzo ducale di Urbino, nelle collezioni della famiglia Della Rovere (era attribuito a Tiziano e a Palma il Vecchio), dove rimase dal 1526 al 1631, quando entrò nelle collezioni medicee, a seguito del matrimonio di Vittoria della Rovere col granduca di Toscana Ferdinando II de' Medici. Fu depositato a Palazzo Pitti, nella Guardaroba, e nel 1798 fu assegnato agli Uffizi, dove si ipotizzò una attribuzione al Pordenone.
Dal 1940 al 1944 il dipinto subì la sorte di centinaia di opere d'arte degli Uffizi e rimase nascosto nel rifugio della villa medicea di Poggio a Caiano; ma i tedeschi se ne impadronirono e, insieme ad altri dipinti e sculture, lo portarono a Castel Giovo (San Leonardo in Passiria) (Bolzano), con il proposito di trasferirlo in Germania, insieme alle altre opere d'arte sottratte agli Uffizi. Tornò invece a Firenze nel 1945, sostò a Palazzo Pitti (nel Museo degli Argenti) e nel 1951 fu restituito agli Uffizi.
Gli storici dell'arte Giovanni Battista Cavalcaselle e Joseph Archer Crowe hanno suggerito l'attribuzione a Palma il Vecchio, identificando inoltre danni per eccessive ripuliture in alcuni punti del dipinto, soprattutto nella testa decollata di Oloferne.
Gli storici dell'arte György Gombosi e Giovanni Mariacher hanno confermato l'attribuzione del dipinto a Palma il Vecchio, identificando nello stile un'opera della maturità.

### Esposizioni
- 2011 - Dante Gabriel Rossetti, Edward Burne-Jones e il mito dell'Italia nell'Inghilterra vittoriana, Roma.
- 2015 - Palma il Vecchio. Lo sguardo della bellezza, Bergamo.